# Воронівецька сільська рада
Вороніве́цька сільська́ ра́да — колишня адміністративно-територіальна одиниця та орган місцевого самоврядування в Теофіпольському районі Хмельницької області. Адміністративний центр — село Воронівці.

## Загальні відомості
Воронівецька сільська рада утворена в 1991 році.
- Територія ради: 20,049 км²
- Населення ради: 817 осіб (станом на 2001 рік)
- Територією ради протікає річка Нердь

## Населені пункти
Сільській раді були підпорядковані населені пункти:
- с. Воронівці
- с. Немиринці

## Склад ради
Рада складалася з 12 депутатів та голови.
- Голова ради: Воляник Леонід Михайлович
- Секретар ради: Роїк Надія Василівна

### Керівний склад попередніх скликань
| Прізвище, ім'я, по батькові | Основні відомості                                                                       | Дата обрання | Дата звільнення |
| --------------------------- | --------------------------------------------------------------------------------------- | ------------ | --------------- |
| Воляник Леонід Михайлович   | Сільський голова, 1965 року народження, освіта середня спеціальна, член Народної партії | 26.03.2006   | 31.10.2010      |
| Воляник Леонід Михайлович   | Сільський голова, 1965 року народження, освіта середня спеціальна, член Народної партії | 31.10.2010   |                 |

Примітка: таблиця складена за даними сайту Верховної Ради України

### Депутати
За результатами місцевих виборів 2010 року депутатами ради стали:

#### За суб'єктами висування
| Суб'єкт висування | Кількість обраних депутатів | %    |
| ----------------- | --------------------------- | ---- |
| Єдиний Центр      | 6                           | 50   |
| Самовисування     | 4                           | 33,3 |
| Народна партія    | 2                           | 16,7 |

#### За округами
| № округу       | Прізвище, ім'я, по батькові   | Дата визнання обраним | Освіта             | Партійна приналежність | Відомості про обраного депутата                |
| -------------- | ----------------------------- | --------------------- | ------------------ | ---------------------- | ---------------------------------------------- |
| Єдиний Центр   |                               |                       |                    |                        |                                                |
| 1              | Латюк Василь Іванович         | 02.11.2010            | середня            | позапартійний          | ТОВ «Україна 2001», інженер                    |
| 2              | Морозюк Анатолій Іванович     | 02.11.2010            | середня спеціальна | позапартійний          | ТОВ «Україна 2001», водій                      |
| 4              | Базалійський Тарас Михайлович | 08.11.2010            | середня спеціальна | позапартійний          | ТОВ «Україна», ветфельдшер                     |
| 6              | Процюк Надія Олексіївна       | 02.11.2010            | середня спеціальна | позапартійна           | ТОВ «Україна 2001», завідувач кормового двору  |
| 7              | Бондар Катерина Василівна     | 08.11.2010            | середня спеціальна | позапартійна           | ТОВ «Україна 2001», завідувачка ферми          |
| 10             | Левчун Василь Васильович      | 02.11.2010            | середня            | позапартійний          | ТОВ «Україна 2001», різноробочий               |
| Народна Партія |                               |                       |                    |                        |                                                |
| 3              | Роїк Надія Василівна          | 02.11.2010            | вища               | член Народної партії   | Воронівецька сільська рада, секретар           |
| 11             | Цимбалюк Микола Петрович      | 02.11.2010            | середня            | член Народної партії   | пенсіонер                                      |
| Самовисування  |                               |                       |                    |                        |                                                |
| 5              | Оришкевич Микола Миколайович  | 02.11.2010            | середня            | позапартійний          | Воронівецька загальноосвітня школа, кочегар    |
| 8              | Шеремета Юрій Олексійович     | 02.11.2010            | середня            | позапартійний          | ТОВ «Україна 2001», механізатор                |
| 9              | Гончарук Віктор Васильович    | 02.11.2010            | середня спеціальна | позапартійний          | ТОВ «Україна 2001», бригадир рільничої бригади |
| 12             | Якимович Тетяна Василівна     | 02.11.2010            | середня            | позапартійна           | Воронівецька сільська рада, головний бухгалтер |